# Leymus pseudoracemosus
Leymus pseudoracemosus är en gräsart som beskrevs av Chi Yen och Jun Liang Yang. Leymus pseudoracemosus ingår i släktet strandrågssläktet, och familjen gräs. Inga underarter finns listade i Catalogue of Life.